# ヴィルヘルム・クーベ

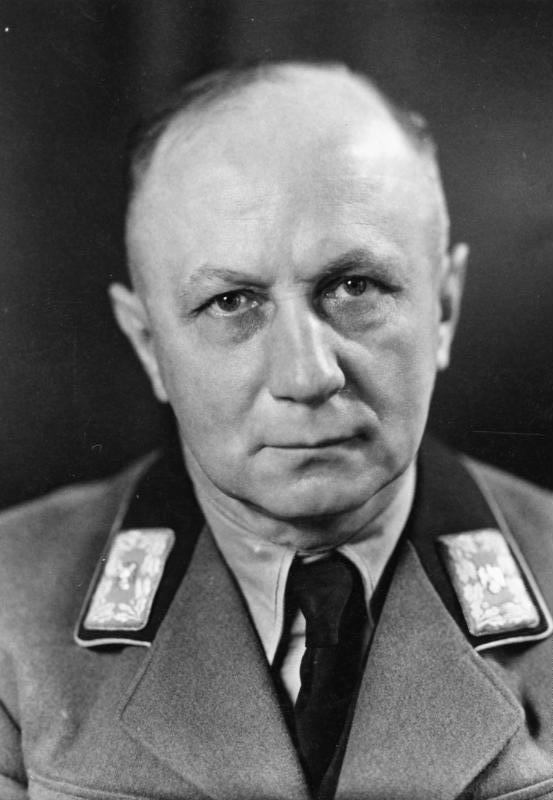
ヴィルヘルム・クーベ（1942年9月）

リヒャルト・パウル・ヴィルヘルム・クーベ（Richard Paul Wilhelm Kube, 1887年11月13日 - 1943年9月22日）は、ドイツの政治家。また国家社会主義ドイツ労働者党（ナチ党）のクールマルク大管区指導者。親衛隊での階級は親衛隊中将。独ソ戦中は白ロシア（ベラルーシ）の行政委員（Generalkommissar）になったが、パルチザンにより暗殺された。

## 略歴
プロイセン王国のグロガウ（現・ポーランド領グウォグフ）で生まれる。ベルリン大学で歴史、国民経済、教会史、地理学を学ぶが中退。1912年から1914年まで家庭教師として働き、その後報道関係の仕事に就く。1917年に仲間と共にドイツ保守党を立ち上げ、1919年からはドイツ国家人民党員となる。1920年からドイツ国家人民党州連盟「ベルリン」の事務総長を1923年まで務める。1922年から1923年までビスマルク・ユーゲントの全国指導者となる。
1924年にドイツ民族自由党に入党。1924年にドイツ国会のドイツ民族自由党議員となり、1926年からは帝国施行委員となる。1928年にナチ党に入党（党員番号71,682）。1928年から1933年までプロイセン州議会のナチ党議員団長となる。1933年にクールマルク大管区指導者及びブランデンブルク県知事となる。同年、親衛隊に親衛隊上級大佐の階級で入り、1934年には親衛隊中将へと昇進した。
1936年8月にクーベは党最高裁判所所長ヴァルター・ブーフの妻にユダヤ人の先祖がいると言い立てたかどで、全ての公職、党内役職を解かれ、親衛隊からも除名された。
1941年7月17日に東部占領地域オストラント国家弁務官区の白ロシア行政委員に就任した。そこでクーベは代表者によるベラルーシ国民中央会議を置き、ドイツとベラルーシの相互融和に努めたが、独立政府樹立とベラルーシ国民軍の創立は棚上げされた。
1943年9月22日にミンスクで現地人メイドのイェレナ・マザニクによって仕掛けられた爆弾により暗殺された。クーベの後任にはクルト・フォン・ゴットベルクが就いた。